# Исаев, Алексей Валерьевич
Алексе́й Вале́рьевич Иса́ев (род. 15 августа 1974, Ташкент, УзССР, СССР) — российский военный историк. Кандидат исторических наук. Сотрудник Института военной истории Военной академии Генерального штаба Вооружённых Сил Российской Федерации (с 2019). Директор Центра истории военной экономики Российской академии народного хозяйства и государственной службы при Президенте Российской Федерации (с 2021).

## Биография
Родился 15 августа 1974 года в Ташкенте. С 1987 года проживает в Москве.
Окончил факультет кибернетики Московского инженерно-физического института (кафедра системного анализа).
С детства увлекался военной историей, к занятиям которой его подвиг просмотр фильма «Горячий снег». В юности, с подачи М. Н. Свирина, стал работать с документами в архивах, включая Российский государственный военный архив и Центральный архив Министерства обороны Российской Федерации.
В 2007—2010 годах — внештатный сотрудник Института военной истории Военной академии Генерального штаба Вооружённых Сил Российской Федерации. С октября 2019 года — старший научный сотрудник Института военной истории Военной академии Генерального штаба Вооружённых Сил Российской Федерации.
Был соискателем кафедры истории Отечества Московского пограничного института ФСБ России.
В 2012 году в Московском государственном гуманитарном университете имени М. А. Шолохова под научным руководством кандидата исторических наук, доцента Ю. А. Никифорова защитил диссертацию на соискание учёной степени кандидата исторических наук по теме «Боевые действия Юго-Западного и Южного фронтов в начале Великой Отечественной войны: 22 июня — 9 июля 1941 г.» (специальность 07.00.02 — Отечественная история); официальные оппоненты — доктор исторических наук, профессор М. Ю. Мягков и кандидат исторических наук М. Э. Морозов; ведущая организация — Институт российской истории РАН.
С февраля 2021 года — директор Центра истории военной экономики Российской академии народного хозяйства и государственной службы при Президенте Российской Федерации.
Автор статей в журнале «Полигон», газете «Независимое военное обозрение», предисловий и комментариев к мемуарам М. Е. Катукова, М. В. Захарова, И. Видера, Э. фон Макензена.

## Научные труды

### Монографии
- Антисуворов. Большая ложь маленького человечка. — М.: Яуза, 2004. — 352 с. — (Война и мы). — 5000 экз. — ISBN 5-699-05998-0. (переиздание: Эксмо, 2006 г., 4000 экз.; 2007 г., 3000 экз.)
- Антисуворов. Десять мифов Второй мировой. — М.: Эксмо, 2004. — 416 с. — (Война и мы). — 10 000 экз. — ISBN 5-699-07634-4.
- Исаев А. В. Берлин 45-го. Сражения в логове зверя. — М.: Яуза; Эксмо, 2007. — 720 с. — (Война и мы). — 10 000 экз. — ISBN 978-5-699-20927-9.
- Исаев А. В. От Дубно до Ростова. — М.: АСТ; Транзиткнига, 2004. — 710 с. — ISBN 5-17-022744-2
- Исаев А. В. 1941: Бои на Украине. — М.: Стратегия КМ, 2004. — 80 с. — ISBN 5-901266-01-3
- Исаев А. В. Краткий курс истории ВОВ. Наступление маршала Шапошникова. — 384 с. — 8000 экз. — ISBN 5-699-10769-X.[6] — М.: Яуза, 2005. — 332 с. — ISBN 1-699-43532-0
- Битва за Харьков. Февраль-март 1943 года. — М.: Стратегия КМ, 2005. — 80 с. — (Фронтовая иллюстрация).
- Исаев А. В. Когда внезапности уже не было. История ВОВ, которую мы не знали. — М.: Эксмо; Яуза, 2005. — 479 с. — ISBN 5-699-11949-3
- Исаев А. В. «Котлы» 41-го. История ВОВ, которую мы не знали.[7] — М.: Эксмо; Яуза, 2005. — 400 с. — ISBN 5-699-12899-9
  - Пять кругов ада : Красная Армия в «котлах». — М.: Яуза: Эксмо, 2008. — 396 с. (1941) ISBN 978-5-699-28995-0
  - Пять кругов ада. Красная Армия в «котлах». — М.: Яуза: Эксмо, 2017. — 396 с. (Оболганные победы Сталина) ISBN 978-5-699-98921-8 : 1500 экз.
- Исаев А. В. Георгий Жуков. Последний довод короля[8] — М.: Эксмо, 2006. — 480 с. — ISBN 5-699-16564-9
- Исаев А. В. Прорыв «Миус-фронта» июль-август 1943 года. — М.: Стратегия КМ, 2006. — 80 с. — ISBN 5-901266-01-3.
- Исаев А. В. Сталинград. За Волгой для нас земли нет. — М.: Эксмо, Яуза, 2008. — 448 с. — (Война и мы). — 10 000 экз. — ISBN 978-5-699-26236-6.

- - 2-е доп. издание издавалось под названием Мифы и правда о Сталинграде. — М.: Яуза: Эксмо, 2011. — 477 с. (Бестселлеры Алексея Исаева) ISBN 978-5-699-45745-8
  - 3-е дополненное издание вышло под названием «Неизвестный Сталинград. Как перевирают историю» (М., 2012)
- Исаев А. В., Драбкин А. В. 22 июня. Чёрный день календаря. — М.: Яуза; Эксмо, 2008. — 384 с. — ISBN 978-5-699-27211-2
- Исаев А. В. 1943-й… От трагедии Харькова до Курского прорыва. — М.: Вече, 2008. — 336 с. — ISBN 978-5-9533-3135-7
- Исаев А. В. 1945-й… Триумф в наступлении и в обороне: От Висло-Одерской до Балатона. — М.: Вече, 2008. — 256 с. — ISBN 978-5-9533-3474-7
- Исаев А. В. Дубно 1941. Величайшее танковое сражение Второй мировой. — М.: Яуза; Эксмо, 2009. — 192 с. — ISBN 978-5-699-32625-9
- Исаев А. В. 1945. Последний круг ада.[9] — М.: Яуза; Эксмо, 2009. — 352 с. — ISBN 978-5-699-34969-2
- Исаев А. В., Коломиец М. В. Разгром 6-й танковой армии СС. Могила Панцерваффе.[10] — М.: Яуза; Эксмо; Стратегия КМ, 2009. — 160 с. — ISBN 978-5-699-34808-4
- Исаев А. В. Неизвестный 1941. Остановленный блицкриг. — М.: Яуза; Эксмо, 2010. — 480 с. — ISBN 978-5-699-41198-6
- Исаев А. В. Разгром 1945. Битва за Германию. — М.: Яуза; Эксмо, 2010. — 360 с. — ISBN 978-5-699-41196-2
- Мощанский И. Б., Исаев А. В. Триумфы и трагедии великой войны. — М.: Вече, 2010. — 620 с. ISBN 978-5-9533-4616-0
- Исаев А. В. Иной 1941. От границы до Ленинграда. — М.: Яуза; Эксмо, 2011. — 416 с. — ISBN 978-5-699-49705-8
- Исаев А. В. Приграничное сражение 1941.[11] — М.: Яуза; Эксмо, 2011. — 704 с. — ISBN 978-5-699-50840-2
- Исаев А. В. Великая Отечественная альтернатива. 1941 в сослагательном наклонении. — М.: Яуза; Эксмо, 2011. — 288 с. — ISBN 978-5-699-52235-4
- Исаев А. В. «Белые пятна» 1945 года. Агония Рейха. — М.: Яуза; Эксмо, 2012. — 3450 с. (Бестселлеры Алексея Исаева) ISBN 978-5-699-54782-1
- Исаев А. В. Падение Берлина. Последняя битва Великой Отечественной. — М.: Яуза; Эксмо, 2012. — 350 с. (Бестселлеры Алексея Исаева) ISBN 978-5-699-55951-0
- Освобождение 1943. «От Курска и Орла война нас довела…». — М.: Эксмо, Яуза, 2013. — 554 с. — (Война и мы). — 4000 экз. — ISBN 978-5-699-61508-7.
- Исаев А. В. Сталинград: иллюстрированная энциклопедия. — М.: Эксмо : Яуза, 2014. — 270 с. (Генеральные сражения Великой Отечественной) ISBN 978-5-699-66377-4
- Исаев А. В. Операция «Багратион». «Сталинский блицкриг» в Белоруссии. — М.: Яуза; Эксмо, 2014. — 448 с. — ISBN 978-5-699-72841-1
- Исаев А. В., Хазанов Д. Б., Романько О. В., Глухарев Н. Н. Битва за Крым 1941—1944 гг. — М.: Яуза; Эксмо, 2016. — 896 с. — ISBN 978-5-699-92485-1
- Исаев А.В. Вторжение. 22 июня 1941 года. — М.: Яуза-каталог, 2016.

- Исаев А. В. «Котёл» Хубе: Проскуровско-Черновицкая операция 1944 года. — М.: Яуза: Якорь, 2017. — 413 с. (Война и мы. Военное дело глазами гражданина) ISBN 978-5-906716-92-7 : 2500 экз.
- Исаев А. В. Курская битва. Всё о сражении, решившем судьбу Второй Мировой. — М.: Эксмо: Яуза, 2018. — 367 с. (Генеральные сражения Великой Отечественной. Иллюстрированная энциклопедия) ISBN 978-5-04-093486-7 : 1000 экз.
- Исаев А. В. Города-крепости Третьего рейха: битва за фестунги: иллюстрированная энциклопедия. — М.: Эксмо: Яуза, 2018. — 127 с. ISBN 978-5-9955-0993-6 : 700 экз.
- Исаев А. В. 22 июня 41-го. Первая иллюстрированная энциклопедия. — М.: Яуза, 2018. — 143 с. (Главные сражения Великой Отечественной) ISBN 978-5-9955-0998-1 : 1000 экз.
- Исаев А. В., Драбкин А. В. История Великой Отечественной войны 1941—1945 гг. в одном томе. — М.: Яуза : Якорь, 2018. — 574 с. (Подлинная история великих войн) ISBN 978-5-04-093289-4 : 2000 экз.
- Исаев А. В., Драбкин А. В. Великая Отечественная война 1941—1945: самая полная энциклопедия. — М.: Яуза : Якорь, 2018. — 703 с. (Уникальная военная энциклопедия. Сотни эксклюзивных иллюстраций) ISBN 978-5-04-096651-6 : 1500 экз.
- Исаев А. В. Чудо под Москвой. — М.: Яуза, 2019. — 448 с. (Война и мы) ISBN 978-5-9955-1013-0

### Книги в соавторстве
- Авторский коллектив. Подвиг 2-й ударной армии. Любанская наступательная операция / под общей редакцией А. В. Драбкина. — М.: Яуза-каталог, 2022. — 704 с. — 1500 экз. — ISBN 978-5-00155-517-9.
- Авторский коллектив. Донбасс 1943. Освобождение индустриального сердца России / под общей редакцией А. В. Драбкина. — М.: Яуза-каталог, 2023. — 736 с. — 2000 экз. — ISBN 978-5-00155-605-3.

### Статьи
- Исаев А. В. Инструмент блицкрига // От Буга до Кавказа. Герман Гейер. IX армейский корпус в Восточном походе 1941 года. Эберхард Макензен. От Буга до Кавказа. III танковый корпус в компании против Советской России 1941—1942. — М.: АСТ, Транзиткнига, 2004. — С. 354—377.
- Исаев А. В. Примитивная сложность катастрофы // 1941. Великая Отечественная катастрофа. Итоги дискуссии. — М.: Яуза, 2009. — С. 5—31.
- Исаев А. В. «Но разведка доложила неточно…» // Мифы Великой Отечественной-2: сборник. — М.: Яуза, Эксмо, 2009. — С. 5—44.
- Исаев А. В. Организация подготовки кадров НКВД МВД МГБ СССР в послевоенный период 1945 1953 гг // Право и образование. — 2011. — № 4. — С. 137—142.
- Исаев А. В. Советский Союз: подготовка страны к обороне // 1941: документы и материалы к 70-летию начала Великой Отечественной войны: в 2-х т. / Сост. Ю. А. Никифоров, к.и.н. и др. — СПб.: Президентская библиотека имени Б. Н. Ельцина, 2011. — С. 132—144.
- Исаев А. В. Генерал А. Г. Потатурчев в немецком плену // Военно-исторический журнал. — 2011. — № 8. — С. 50—56.
- Исаев А. В. Об объективных и субъективных факторах битвы за Москву // Вестник МГИМО-Университета. — 2012. — № 1 (22). — С. 27—34.
- Исаев А. В. Прорыв «линии Сталина» на Украине в 1941 г // Перспективы науки. — 2012. — № 4 (31). — С. 17—24.
- Исаев А. В. Феномен величайшего танкового сражения: проблемы интерпретации и статистики // Преподавание истории в школе. — 2012. — № 5. — С. 46—50.
- Исаев А. В. Актуальные проблемы изучения истории Курской битвы // Вестник МГИМО-Университета. — 2013. — № 3 (30). — С. 81—85.
- Исаев А. В. Освобождение Крыма в 1944 году // Преподавание истории в школе. — 2014. — № 6. — С. 9—13
- Исаев А. В. Борьба за инициативу в центре Сталинграда. 19-26 сентября 1942 г. // Известия Волгоградского государственного педагогического университета. — 2015. — № 3. — С. 225—231
- Исаев А. В. Война и политика: взаимное влияние и противоречия. На примерах операций на советско-германском фронте в 1944—1945 годах // Преподавание истории в школе. — 2016. — № 4. — С. 3—7
- Исаев А. В. Крымская ошибка Манштейна // Военно-исторический журнал. — 2016. — № 3. — С. 27—30 : 4 фот., схема. ISSN 0321-0626
- Исаев А. В. Укреплённые районы на новой границе в боях первого дня Великой Отечественной войны, 22 июня 1941 г. // К 75-летию начала Великой Отечественной войны: На грани катастрофы Материалы Международной научной конференции. Рук. проекта М. Ю. Мягков. Сост. Ю. А. Никифоров, Д. В. Суржик. — Мичуринский: Издательский дом «Историческое сознание», 2017. — С. 90-99.
- Исаев А. В. Оборотная сторона преднамеренной обороны: Кромско-Дмитровская операция Центрального фронта // История Курской битвы: проблемы и перспективы исследования и сохранения памяти Сборник научных статей участников Международной научно-практической конференции, посвящённой 75-летию победы в Курской битве. Гл. ред. В. В. Коровин. — М.: Университетская книга, 2018. — С. 60—70.

## Награды и премии
- Медаль ордена «За заслуги перед Отечеством» I степени (25 августа 2023)[12]